# Обилены
Обилены (рум. Obileni, Обилень) — село в Хынчештском районе Молдавии. Относится к сёлам, не образующим коммуну.

## География
Село расположено на высоте 35 метров над уровнем моря.

## Население
По данным переписи населения 2004 года, в селе Обилень проживает 1439 человек (713 мужчины, 726 женщин).
Этнический состав села:
| Национальность | Число жителей | Процентный состав |
| -------------- | ------------- | ----------------- |
| молдаване      | 1428          | 99.24             |
| украинцы       | 5             | 0.35              |
| русские        | 2             | 0.14              |
| гагаузы        | 1             | 0.07              |
| прочие         | 3             | 0.21              |
| Всего          | 1439          | 100%              |